# Frea flavolineata
Frea flavolineata är en skalbaggsart som beskrevs av Stefan von Breuning 1942. Frea flavolineata ingår i släktet Frea och familjen långhorningar.
Artens utbredningsområde är Botswana. Inga underarter finns listade i Catalogue of Life.